# Günter Beier (Turner)
Günter Beier (* 2. März 1942 in Altenburg) ist ein ehemaliger deutscher Gerätturner. Sein Heimatverein war der ASK Vorwärts Potsdam.
Er gewann mit der Mannschaft der Deutschen Demokratischen Republik (DDR) bei den Olympischen Sommerspielen 1968 in Mexiko-Stadt eine Bronzemedaille im Mannschaftsmehrkampf. Bei DDR-Meisterschaften errang er von 1964 bis 1967 vier nationale Einzeltitel in Folge im Pferdsprung.
Nach dem Ende seiner aktiven Laufbahn schloss er ein Psychologiestudium ab. Im Jahr 1980 promovierte er an der Pädagogischen Hochschule Potsdam, einer Vorläufereinrichtung der heutigen Universität Potsdam. Gegenwärtig ist er als Sportpsychologe und Psychotherapeut am Olympiastützpunkt Potsdam tätig.